# Häggums församling
Häggums församling var en församling i Skara stift och i Skövde kommun. Församlingen uppgick 2010 i Skultorps församling.

## Administrativ historik
Församlingen har medeltida ursprung.
Församling utgjorde på 1300-talet ett eget pastorat liksom i perioden mellan 1594 och 1 maj 1922. Från 1300-talet till omkring 1500 var den annexförsamling i pastoratet Rådene och Häggum, därefter till 1594 annexförsamling i pastoratet Sjogerstad, Rådene och Häggum som till 1552 även omfattade Regumatorp. Från 1 maj 1922 till 1962 var den annexförsamling i pastoratet Sjogerstad, Rådene och Häggum samt från 1962 till 2010 annexförsamling i pastoratet Norra Kyrketorp Sjogerstad, Rådene (Sjogestad-Rådene från 1992) och Häggum som till 2002 även omfattade Hagelbergs församling. Församlingen uppgick 2010 i Skultorps församling.

## Kyrkor
- Häggums kyrka